# فتح اندلس
فتح اسپانیا توسط مسلمانان در زمان خلافت اموی در سال ۷۱۱ پس از میلاد زمانی که خلافت اموی لشکری به رهبری طارق بن زیاد به اسپانیا فرستاد آغاز شد. پادشاهی ویزیگوت اسپانیا به دلیل درگیری های داخلی تضعیف شد و نتوانست به طور مؤثر در برابر مهاجمان مسلمان مقاومت کند. ارتش طارق به سرعت شهرهای کلیدی شبه‌جزیره ایبریا از جمله کوردوبا، تولدو و سویا را تصرف کرد.
فتح اسپانیا توسط مسلمانان اتفاقی یکباره نبود، بلکه چندین قرن طول کشید. خلافت اموی امارت قرطبه را تأسیس کرد که یک کشور مسلمان بود و مرکز آن در جنوب اسپانیا بود. خلافت در کشاورزی، معماری، علم و هنر پیشرفت های چشمگیری داشت. آنها بناهای تاریخی مانند مسجد بزرگ قرطبه را ساختند که هنوز هم پابرجاست.
حکومت مسلمانان در اسپانیا با دوره ای از تساهل مذهبی و فرهنگی مشخص شد. به مسیحیان و یهودیان اجازه داده شد که مراسم دینی خود را انجام دهند و مسلمانان حتی برخی از سنت‌های فرهنگی مردمی را که تسخیر کرده بودند پذیرفتند. با این حال، تنش‌ها و درگیری‌ها به وجود آمد و در زمان سلسله المحد، بسیاری از غیرمسلمانان مجبور به پذیرش اسلام شدند یا با عواقب ناگواری مواجه شدند.
حکومت مسلمانان در اسپانیا در سال ۱۴۹۲ هنگامی که فرمانروایان کاتولیک، فرناندوی دوم و ایزابل یکم، آخرین دژ مسلمانان گرانادا را فتح کردند، به پایان رسید. بازپس‌گیری اندلس (Reconquista) تکمیل شد و تفتیش عقاید برای ریشه‌کن کردن هر گونه بقایای نفوذ مسلمانان یا یهودیان تأسیس شد. بسیاری از مسلمانان و یهودیان مجبور به فرار یا گرویدن به مسیحیت شدند و این پایان یک دوره مهم و متنوع در تاریخ اسپانیا بود.

## موقعیت مکانی
اندلس، یکی از ۱۷ بخش خودمختار کشوراسپانیا کنونی است. پایتخت آن شهر سبیا یا سویل است. مغرب عربی نام سرزمینی در شمال آفریقا در امتداد سواحل دریای مدیترانه غرب مصر بین طرابلس و سواحل اقیانوس اطلس است.

## فتح اندلس

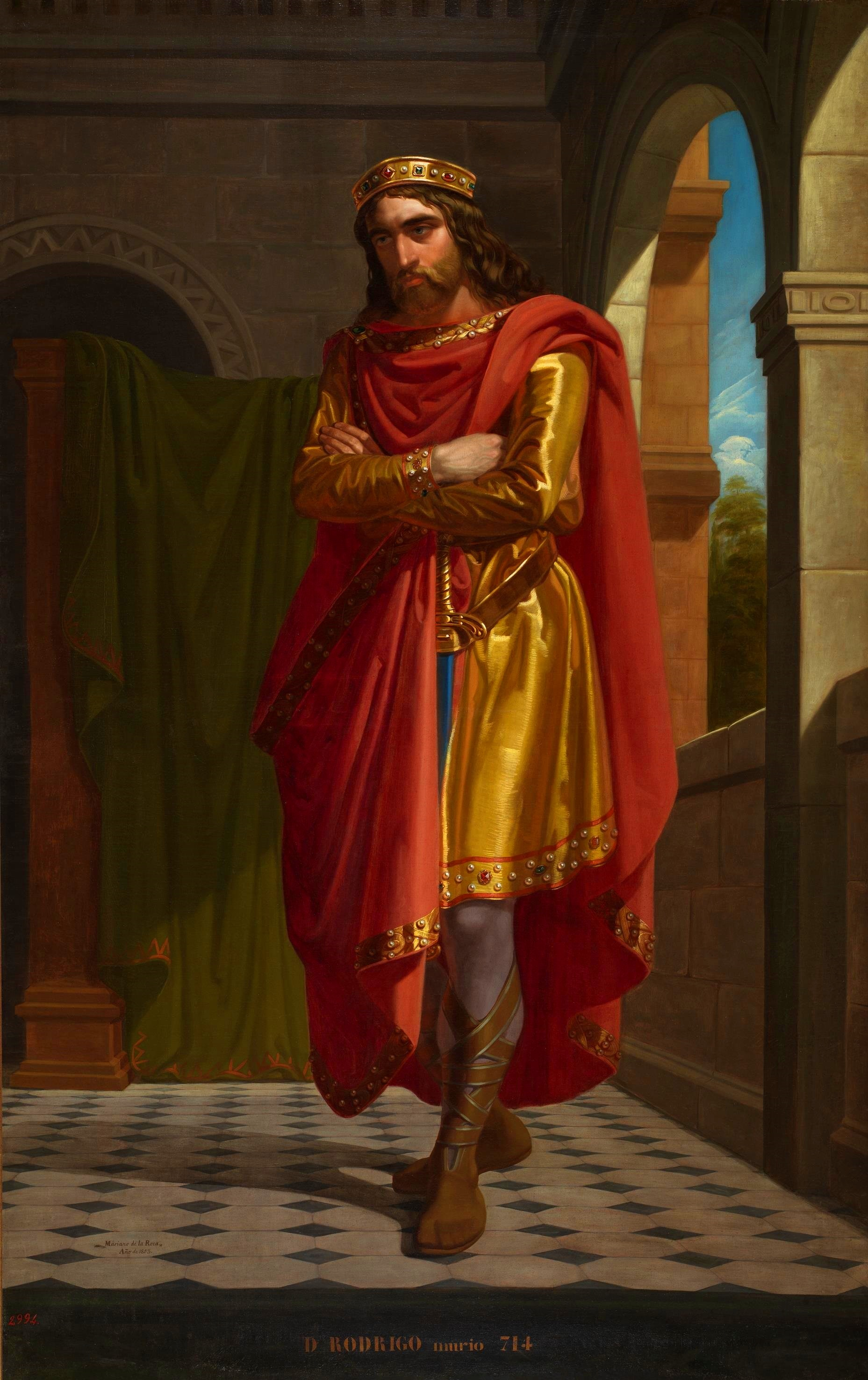
رُدریک، آخرین پادشاه ویزیگوت‌ها .(موزه del Prado, مادرید).

پس از فتح مغرب توسط مسلمانان، به دلیل اوضاع سیاسی و جغرافیایی خاص اندلس مسلمانان متوجه این منطقه شدند؛ چراکه به علت درگیری‌های داخلی ثبات سیاسی و حکومتی این منطقه از بین رفته بود و از نظر جغرافیایی تنگه جبل الطارق سواحل دو طرف را به هم نزدیک کرده و راه برای ورود مسلمانان باز بود. به همین منظور موسی بن نصیر برای حمله به اندلس از ولید بن عبدالملک، خلیفه اموی کسب تکلیف کرد؛ ولید با این شرط که ابتدا حمله کوچکی صورت پذیرد و اوضاع و شرایط موجود بررسی شود، موافقت نمود و گروهی به فرماندهی طریف بن زرعه بن ابی‌مدرک در سال ۹۱ به منطقه رأس الصغیر در جنوب اندلس وارد شدند و این پیروزی آن‌ها را برای فتح اندلس آماده کرد.

### اعزام لشکر به اندلس

نقشه لشکرکشی‌های مسلمانان در شبه‌جزیره ایبریا

در ماه رجب سال ۹۲ موسی بن نصیر لشکری از عرب و بربر که شمارشان به هفت هزار نفر می‌رسید، به سرداری طارق بن زیاد راهی اندلس کرد. طارق از تنگه عبور کرد و در کنار کوهی لنگر انداخت که بعدها جبل الطارق نام گرفت. او پیشروی خود را به عمق خاک اندلس آغاز کرد و شهرهایی مثل قرطاجه، جزیره خضرا، قرطبه، مالقه، بیره، اریوله و طلیطله را فتح کرد.
وی در ادامه پیشروی‌های خود از موسی بن نصیر کمک خواست. موسی نیز از سال ۹۳ با سپاهی مجهز حملات خود را آغاز کرد. او مسیری را برای نفوذ خود انتخاب کرد که طارق آن مسیر را نپیموده بود. بالاخره دو فرمانده در شهر طلبیره واقع در نزدیکی طلیطله به هم رسیدند. بالاخره پس از ۴ سال، منطقه اندلس به دست مسلمانان فتح شد.

## پس از فتح

### در زمان عبدالعزیز
در سال ۹۵ ولید بن عبدالملک دو فرمانده را به شام فرا خواند. موسی پیش از بازگشت به شام فرزند خود، عبدالعزیز را والی اندلس کرد. عبدالعزیز نقاطی از اندلس را که پدرش فتح نکرده بود، فتح نمود و شهر اشبیلیه را پایتخت خود قرار داد. عبدالعزیز دو سال فرمان‌روایی کرد؛ اما در نهایت بر اثر شورش برخی سپاهیان به رهبری وزیرش، کشته شد. پس از شش ماه از کشته شدن عبدالعزیز، ایوب بن حبیب لخمی به حکومت رسید.

### حکومت والیان عرب بر اندلس
از این تاریخ که اواخر سال ۹۷ یا اوایل سال ۹۸ است تا سال ۱۳۸ که دولت امویان اندلس به دست عبدالرحمان بن معاویه معروف به عبدالرحمان داخل تشکیل شد، حکومت والیان عرب بر اندلس نام دارد. در این دوران چندین امیر عرب که تعدادی از آن‌ها به دستور مستقیم خلیفه و برخی دیگر توسط والیان یا سپاهیان انتخاب و سپس مورد تأیید دستگاه خلافت قرار می‌گرفتند، حکومت کردند. این دوران با جنگ و نزاع میان اعراب یمنی و قیسی و از سوی دیگر، صف‌آرایی بربران و شورش‌های آن‌ها بر ضد اعراب همراه بود.
بر اثر آشفتگی‌های موجود در این دوران، مسیحیان از فرصت استفاده کردند و بخشی از سرزمین‌هایی را که در اروپا و اندلس به دست مسلمان فتح شده بود، پس گرفتند.

## سلطه امویان بر اندلس
با سقوط حکومت امویان در سال ۱۳۲، استانداران عباسی به تعقیب امویان پرداخته و آن‌ها را می‌کشتند. در این میان امیری اموی به نام عبدالرحمن بن معاویه بن هشام بن عبدالملک بن مروان از دست آن‌ها گریخت و به سمت مغرب حرکت کرد. اما در مغرب با مخالفت استاندار آفریقیه که عبدالرحمن بن حبیب فهری بود، روبه‌رو شد. او به سمت اندلس که اوضاعی ناآرام داشت، حرکت کرد. عبدالرحمن با بنی‌امیه که در اندلس زندگی می‌کردند، مکاتبه کرد و ورود خود را به آن‌ها اطلاع داد و آن‌ها را دعوت به متابعت از خود نمود. از طرفی یمنی‌های اندلس نیز به او پیوستند. زمانی که خبر به یوسف فهری حاکم اندلس و صمیل بن حاتم رهبر قیسیان منطقه رسید، تصمیم به مقابله با او را گرفتند؛ اما در نهایت عبدالرحمن پیروز شد.
گرچه برخی مثل مقری و ابن عذاری سال ورود عبدالرحمن را سال ۱۳۸ .ق می‌دانند، اما ابن اثیر به تبعیت از طبری، روایت سال ۱۳۹ را ترجیح می‌دهد و تشکیل حکومت امویان اندلس را سال ۱۳۹ می‌داند. به این ترتیب امپراتوری از نو حکومت اموی را در اندلس احیا کرد و این نخستین منطقه‌ای بود که از حکومت عباسی جدا شد.
حکومت امویان در اندلس تا سال ۴۰۷ همزمان با وفات سلیمان، المستعین بالله برپا بود. از سال ۴۰۷ بربرهای بنوحمود عهده‌دار امور شده و تا سال ۴۱۴ حکومت کردند. از سال ۴۱۴ تا ۴۲۲ بار دیگر حکومت به دو تن از بازماندگان اموی، یعنی المستظهر بالله و المستکفی رسید که پس از کشته شدن این دو، بنوحمود با عزل هشام سوم، ملقب به المعتمد بالله خلافت امویان اندلس را پس از قریب ۳ قرن منقرض کردند. از این زمان به بعد عصر ملوک الطوائفی در اندلس آغاز شد.